# Tour du Rwanda 2024
La 27e édition du Tour du Rwanda a lieu du 18 au 25 février 2024 au Rwanda. L'épreuve commence et se termine à Kigali. Le parcours comprend huit étapes sur une distance totale de 718,6 kilomètres.
La course fait partie du calendrier UCI Africa Tour 2024 en catégorie 2.1. Elle est remportée par le Britannique Joseph Blackmore. 

## Présentation

### Parcours
Le Tour du Rwanda compte huit étapes pour un parcours total de 718,6 kilomètres.
L'équipe Development dsm-firmenich PostNL s'est retirée de la course avant le départ pour cause de maladie.

### Équipes
19 équipes participent à la course - 1 WorldTeam, 4 ProTeams, 7 équipes continentales, 6 équipes nationales et l'équipe du Centre mondial du cyclisme :
| WorldTeam- Groupama-FDJ ProTeams (4)- TotalEnergies - Israel-Premier Tech - Polti Kometa - Bingoal WB Équipes continentales (7)- Astana Qazaqstan Development Team - Soudal Quick-Step Devo Team - Bike Aid - UAE Team Emirates Gen Z - Lotto Dstny Development Team - May Stars - Java-Inovotec Pro Team Équipes nationales (6)- Afrique du Sud - Rwanda - Éthiopie - Algérie - Érythrée - Maurice Équipe régionale et de club- Centre mondial du cyclisme |
| |

## Étapes
| Étape     | Date    | Villes étapes           | type                         | Distance (km) | Vainqueur d'étape           | Leader du classement général |
| --------- | ------- | ----------------------- | ---------------------------- | ------------- | --------------------------- | ---------------------------- |
| 1re étape | 18 fév. | Kigali – Kigali         | contre-la-montre par équipes | 18            | Soudal Quick-Step Devo Team | Jonathan Vervenne            |
| 2e étape  | 19 fév. | Muhanga – Kibeho        | étape vallonnée              | 129,4         | Itamar Einhorn              | Itamar Einhorn               |
| 3e étape  | 20 fév. | Huye – Rusizi           | étape vallonnée              | 140,3         | Jhonatan Restrepo           | Pepijn Reinderink            |
| 4e étape  | 21 fév. | Karongi – Rubavu        | étape vallonnée              | 93            | William Junior Lecerf       | Pepijn Reinderink            |
| 5e étape  | 22 fév. | Musanze – Kinigi Sector | contre-la-montre individuel  | 13            | Pierre Latour               | William Junior Lecerf        |
| 6e étape  | 23 fév. | Musanze – mont Kigali   | étape vallonnée              | 93,3          | Joseph Blackmore            | Joseph Blackmore             |
| 7e étape  | 24 fév. | Rukomo – Kayonza        | étape vallonnée              | 158           | Itamar Einhorn              | Joseph Blackmore             |
| 8e étape  | 25 fév. | Kigali – Kigali         | étape vallonnée              | 73,6          | Joseph Blackmore            | Joseph Blackmore             |

## Classements finals

### Classement général
| \| Classement général \| Classement général \| Classement général \| Classement général \| Classement général \| \| Coureur \| Coureur \| Pays \| Équipe \| Temps \| \| ------------------ \| ------------------ \| ------------------ \| --------------------------------- \| ------------------ \| \| 1er \| Joseph Blackmore \| Royaume-Uni \| Israel Premier Tech Academy \| 17 h 18 min 46 s \| \| 2e \| Ilkhan Dostiyev \| Kazakhstan \| Astana Qazaqstan Development Team \| + 41 s \| \| 3e \| Jhonatan Restrepo \| Colombie \| Team Polti Kometa \| + 43 s \| |                   |             |                                   |                  |
| |                   |             |                                   |                  |
| Source : ProCyclingStats |                   |             |                                   |                  |
| Classement général |                   |             |                                   |                  |
| Coureur | Coureur           | Pays        | Équipe                            | Temps            |
| 1er | Joseph Blackmore  | Royaume-Uni | Israel Premier Tech Academy       | 17 h 18 min 46 s |
| 2e | Ilkhan Dostiyev   | Kazakhstan  | Astana Qazaqstan Development Team | + 41 s           |
| 3e | Jhonatan Restrepo | Colombie    | Team Polti Kometa                 | + 43 s           |

## Évolution des classements
| Étape              |                              | Vainqueur                   | Classement général    | Meilleur grimpeur | Meilleur sprinteur | Meilleur jeune  | Meilleure équipe _          |
| ------------------ | ---------------------------- | --------------------------- | --------------------- | ----------------- | ------------------ | --------------- | --------------------------- |
| 1re étape          | contre-la-montre par équipes | Soudal Quick-Step Devo Team | Jonathan Vervenne     | non attribué      | non attribué       | Milan Donie     | Soudal Quick-Step Devo Team |
| 2e étape           | étape vallonnée              | Itamar Einhorn              | Itamar Einhorn        | Alexandre Mayer   | Didier Munyaneza   | Aklilu Arefayne | Soudal Quick-Step Devo Team |
| 3e étape           | étape vallonnée              | Jhonatan Restrepo           | Pepijn Reinderink     | Yoel Habteab      | Didier Munyaneza   | Aklilu Arefayne | Bingoal WB                  |
| 4e étape           | étape vallonnée              | William Junior Lecerf       | Pepijn Reinderink     | Yoel Habteab      | Yoel Habteab       | Aklilu Arefayne | Bingoal WB                  |
| 5e étape           | contre-la-montre individuel  | Pierre Latour               | William Junior Lecerf | Lennert Teugels   | Didier Munyaneza   | Aklilu Arefayne | TotalEnergies               |
| 6e étape           | étape vallonnée              | Joseph Blackmore            | Joseph Blackmore      | Pierre Latour     | Aklilu Arefayne    | Aklilu Arefayne | Érythrée                    |
| 7e étape           | étape vallonnée              | Itamar Einhorn              | Joseph Blackmore      | Pierre Latour     | non attribué       | Aklilu Arefayne | Érythrée                    |
| 8e étape           | étape vallonnée              | Joseph Blackmore            | Joseph Blackmore      | Pierre Latour     | non attribué       | Aklilu Arefayne | Érythrée                    |
| Classements finals | Classements finals           |                             | Joseph Blackmore      | Pierre Latour     | non attribué       | Aklilu Arefayne | Érythrée                    |